# Зеликман, Татьяна Абрамовна
Татья́на Абра́мовна Зеликма́н (род. 7 октября 1939, Москва) — советская и российская пианистка, профессор, педагог.

## Биография
Воспитанница музыкальных учебных заведений имени Гнесиных. Много лет занималась под руководством профессора Теодора Гутмана — ученика Генриха Нейгауза. 
Сразу после окончания Института им. Гнесиных, одновременно с поступлением в аспирантуру по рекомендации Елены Гнесиной, была приглашена на работу в Московскую среднюю специальную музыкальную школу им. Гнесиных, где преподаёт уже более 50 лет. В последние годы совмещает работу в школе с преподаванием на кафедре специального фортепиано в Российской академии музыки им. Гнесиных.
За годы работы воспитала несколько поколений музыкантов. Некоторые из них пользуются мировой известностью и стали лауреатами первых премий престижных национальных и международных конкурсов — Александр Кобрин, Константин Лифшиц, Алексей Володин, Иван Рудин, Михаил Мордвинов и другие.
В числе её учеников младшего поколения — Константин Шамрай, Александр Кудрявцев, Даниил Трифонов, Энджел Вонг. 
Татьяна Зеликман регулярно даёт мастер-классы в России и за рубежом: в Италии, Франции, Японии, Нидерландах и других странах. Она часто входит в состав жюри различных национальных и международных фортепианных конкурсов, участвует в педагогических семинарах и конференциях.

## Семья
- Отец: Абрам Наумович Зеликман (1911—1993) — советский химик и металлург, специалист в области металлургии редких металлов и гидрометаллургии. Доктор технических наук, профессор, автор монографий. Заслуженный металлург РСФСР (1989).
- Муж: Владимир Мануилович Тропп (род. 1939) — советский и российский пианист, профессор Московской консерватории, заведующий кафедрой специального фортепиано Академии им. Гнесиных, исследователь и популяризатор классической музыки и творчества ряда композиторов. Заслуженный деятель искусств РФ (1998)
  - Сын: Владимир Владимирович Тропп — пианист, музыковед, педагог, кандидат искусствоведения. Директор Мемориального музея-квартиры Ел. Ф. Гнесиной.